# Pisana (polana)
Polana Pisana – polana leżąca w Dolinie Kościeliskiej w Tatrach Zachodnich. Położona jest na wysokości 1010–1100 m. Składa się z dwóch części: Niżniej Polany Pisanej (ok. 1010-1030 m) po zachodniej stronie Kościeliskiego Potoku i Wyżniej Polany Pisanej (ok. 1010-1100 m) po wschodniej stronie tego potoku. Leży w granicach Tatrzańskiego Parku Narodowego (TPN).
Polana znajduje się na obszarze zbudowanym z margli kredowych. Ponad polaną wznoszą się od zachodu Raptawicka Turnia i Stoły, a od wschodu Organy, Upłazkowa Turnia, Zdziary Pisaniarskie, Ratusz (1296 m), Saturn (1391 m), od północy Zbójnicka Turnia. Pod Saturnem znajdują się ubogie złoża rudy ołowiu.
Wszystkie te turnie zbudowane są z wapieni i dolomitów i znajdują się w nich liczne jaskinie. Jeszcze w XIX wieku ze żlebu Żeleźniak, wpadającego do tej polany, oraz z pobliskich Stołów, wydobywano wysokogatunkowe rudy żelaza.
Kiedyś polana była użytkowana pastersko, wchodziła w skład dawnej Hali Pisanej. Obecnie stopniowo zarasta lasem. Wyżnia Polana Pisana miała w 1955 r. powierzchnię ok. 6 ha, Niżnia ok. 7 ha, ale do 2004 r. w wyniku zarośnięcia ich powierzchnie zmniejszyły się: Wyżniej o ok. 42%, Niżniej o ok. 65%. Według danych z dzieła „Pasterstwo Tatr Polskich i Podhala” (t. VI - mapa) w 1956 r. na polanie znajdowało się 7 drewnianych zabudowań pasterskich. W 1975 r. stały tu już tylko dwie szopy inwentarskie.
Krótko przed II wojną światową w dolnej części Wyżniej Pisanej Polany zbudowano niewielki prywatny budynek z bufetem turystycznym, zwany schroniskiem na Polanie Pisanej. W czasie wojny z obiektu często korzystali tatrzańscy kurierzy i partyzanci. W grudniu 1945 r. Niemcy spalili go podczas bitwy z radzieckimi partyzantami kpt. Potiomkina. Po wojnie w tym miejscu został wybudowany nowy drewniany schron z bufetem, który przez jakiś czas służył turystom i GOPR-owi. Z czasem budynek przeszedł na własność TPN, a w 1987 r. za zgodą Dyrekcji Parku (lecz niezgodnie z obowiązującymi przepisami) został wysadzony w powietrze przez filmowców kręcących tu film pt. Trójkąt bermudzki.
Powyżej polany znajduje się przewężenie, zwane Wyżnią Kościeliską Bramą (Bramą Raptawicką). Po przejściu dwóch mostków, 150 m w górę ponad polaną odchodzi na lewo jednokierunkowy szlak turystyczny do Wąwozu Kraków. 700 m wyżej znajduje się Skała Pisana – wapienna ściana z tysiącami wyrytych autografów dawnych turystów (m.in. można odczytać autograf malarza Henryka Siemiradzkiego). Pod skałą znajduje się duży otwór i wywierzysko, które jest połączone z podziemną odnogą Kościeliskiego Potoku i odwadnia Wąwóz Kraków. Otwór prowadzi do Jaskini Wodnej pod Pisaną. Naprzeciwko skały znajdują się udostępnione dla turystów jaskinie: Raptawicka, Obłazkowa i Mylna, prowadzą tam znakowane szlaki turystyczne.
Do Polany Pisanej dostać się można z Kir leżących u wylotu tej doliny, przy szosie z Zakopanego (pieszo 1 h, z powrotem 50 min), albo dojechać dorożką góralską lub saniami. Trasa prowadzi cały czas dnem Doliny Kościeliskiej. Na polanie znajduje się postój dorożek, bufet, ławki i stoły dla turystów, WC i pomnik upamiętniający żołnierzy brygady partyzanckiej im. Szczorsa i ich walkę z hitlerowcami w latach 1944–1945. Polana jest najczęściej miejscem odpoczynku turystów podążających dalej.
Nazwa polany (hali?) występuje już w bardzo starych dokumentach i pochodzi prawdopodobnie od tego, że była ona opisywana przez kartografów lub też stąd, że została „zapisana” w jakichś aktach. 
W rejonie polany znajdują się stanowiska bardzo rzadkiego w Polsce gatunku rośliny – zarzyczki górskiej.

## Szlaki turystyczne
zielony szlak z Kir dnem Doliny Kościeliskiej do schroniska na Hali Ornak.
- Czas przejścia z Kir na polanę: 1:10 h, ↓ 1:10 h
- Czas przejścia z polany do schroniska: 30 min, ↓ 25 min

 – jednokierunkowy szlak przez Smoczą Jamę w Wąwozie Kraków. Szlak rozpoczyna się nieco za południowym krańcem polany i biegnie przez wąwóz i jaskinie do zejścia na Polanę Pisaną. Czas przejścia: 50 min.

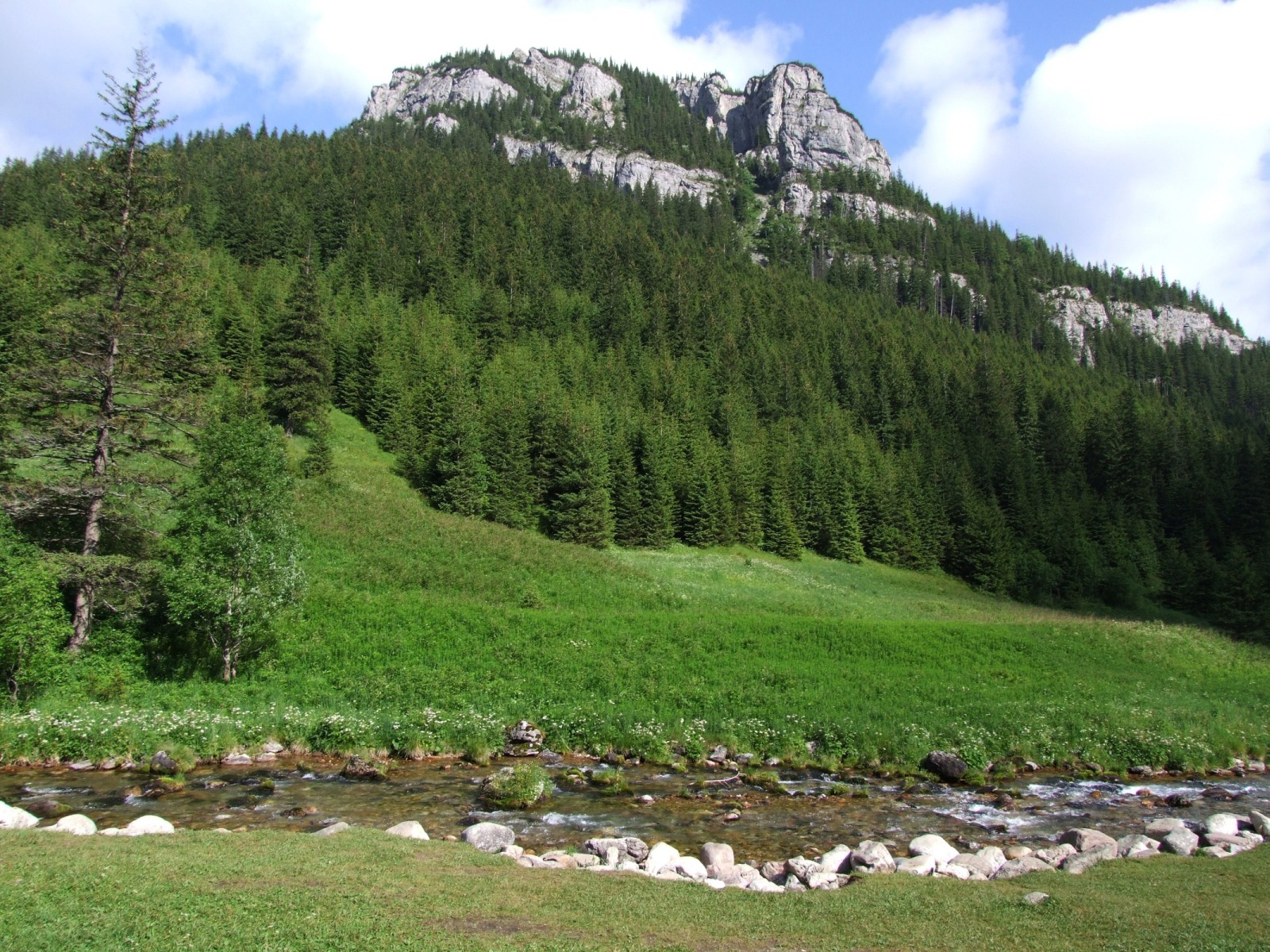
Widok z Polany Pisanej na Stoły
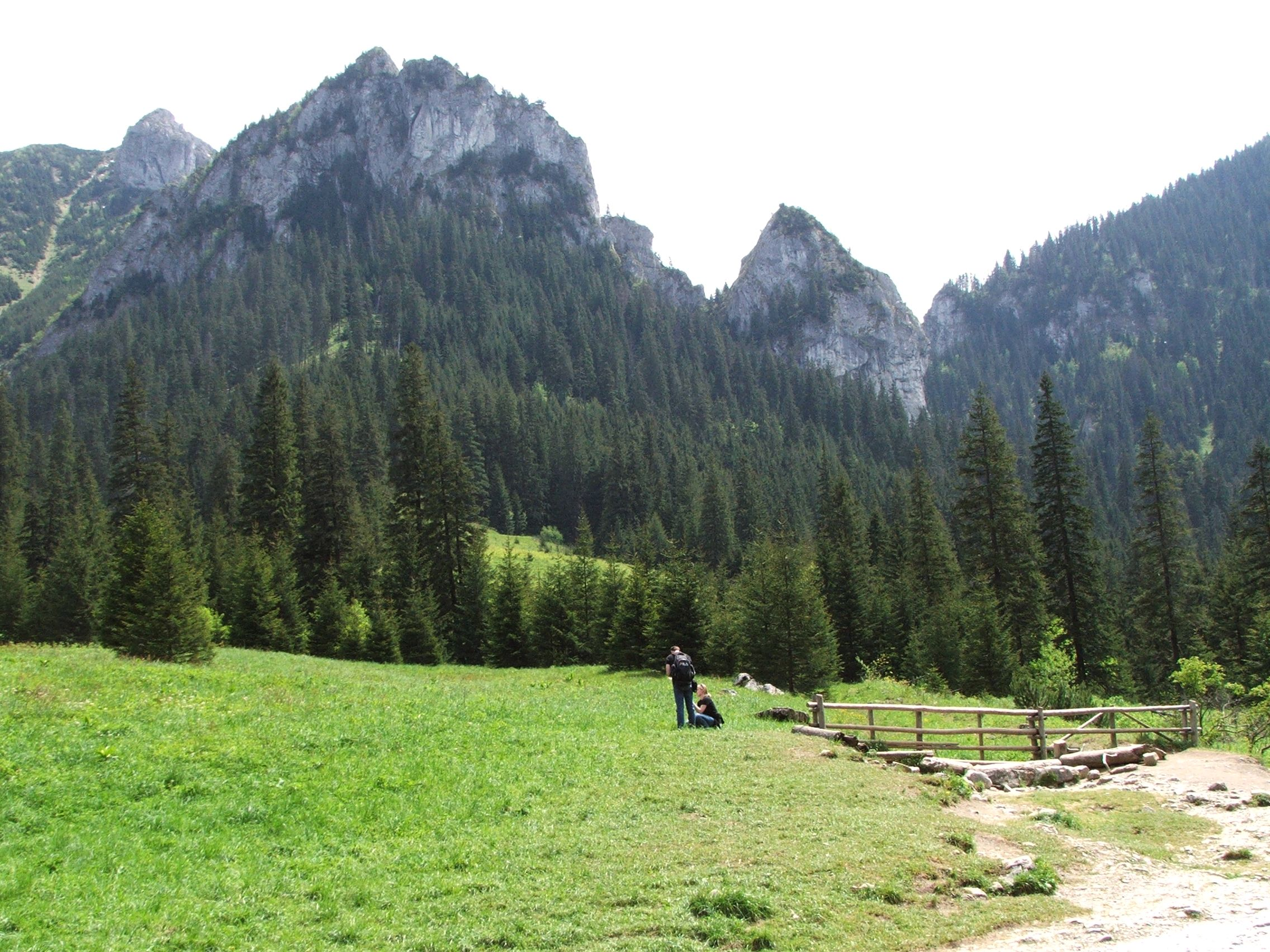
Turnie Ratusz i Saturn – widok ze ścieżki zejściowej od Wąwozu Kraków
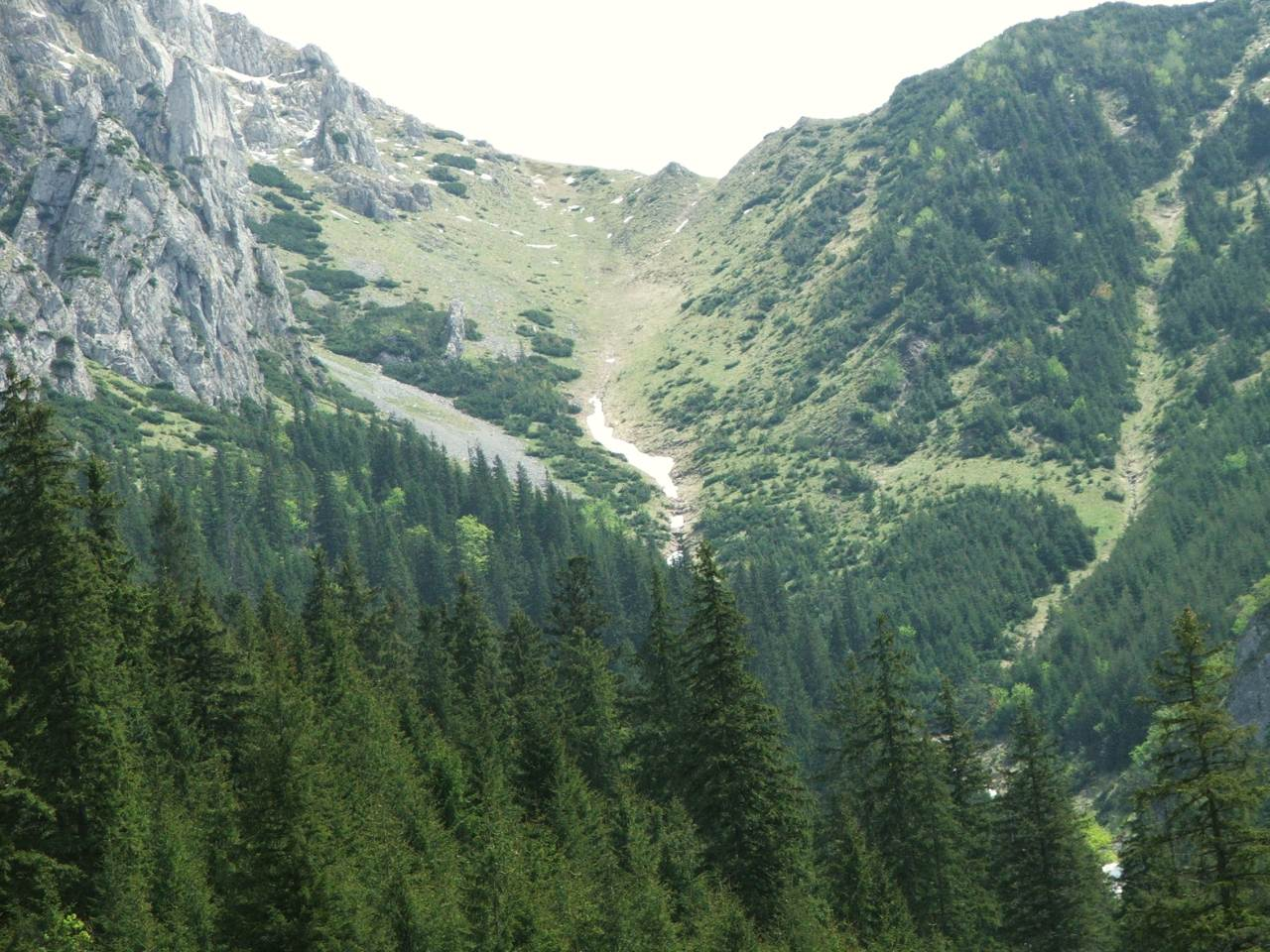
Pisaniarski Żleb